# Bataille de Lynchburg
Guerre de Sécession
Batailles
- New Market
- Piedmont
- Lynchburg

La bataille de Lynchburg s'est déroulée les 17 et 18 juin 1864, à trois kilomètres à l'extérieur de Lynchburg, en Virginie, dans le cadre de la guerre de Sécession. L'armée de la Virginie-Occidentale de l'Union, sous le commandement du major général David Hunter, tente de s'emparer de la ville, mais est repoussée par le lieutenant général confédéré Jubal Anderson Early.

## Contexte
Pendant la guerre de Sécession, Lynchburg est utilisée comme centre de ravitaillement et hospitalier. C'est également une connexion du chemin de fer qui fournit l'armée des États confédérés. C'est pour cette raison que Hunter choisit de la capturer. Conformément à un plan établi par le brigadier général William W. Averell, les divisions d'infanterie des brigadiers généraux George Crook et Jeremiah C. Sullivan passent au sud de Staunton le 10 juin, aux côtés de la division de cavalerie d'Averell.
Cependant, Hunter a deux problèmes majeurs. Il est censé recevoir de l'aide du major général Philip Sheridan ; qui ne s'est jamais montré parce qu'il a subi un revers majeur à la bataille de Trevilian Station et est forcé de se retirer dans une zone autour de Richmond et Petersburg. D'autre part, et peut-être le plus dévastateur, le problème est que les lignes d'approvisionnement de Hunter sont l'objet de harcèlement par le 43rd Battalion Virginia Cavalry, sous les ordres du lieutenant colonel John S. Mosby. Entre le 20 mai et le 17 juin, un seul wagon de ravitaillement a atteint Hunter.
À Lexington , le 11 juin, Hunter livre un combat à la cavalerie confédérée sous les ordres du brigadier général John McCausland, qui se retire à Buchanan. Hunter ordonne  au colonel Alfred N. Duffié de se joindre à lui à Lexington avec sa division de cavalerie. En attendant, Hunter brûle le Virginia Military Institute et la maison de John Letcher (en), ancien gouverneur de la Virginie. Après avoir été rejoint par Duffié le 13 juin, Hunter envoie Averell pour repousser McCausland hors de Buchanan et capturer le pont à travers le fleuve James, mais McCausland brûle le pont et s'enfuit de la ville. Hunter rejoint Averell à Buchanan, le lendemain, avant d'avancer par la route entre Peaks of Otter, le 15 juin. Sa cavalerie occupe Liberty ce soir là.
Pendant ce temps, le major général John C. Breckinridge envoie le brigadier général John D. Imboden et sa cavalerie pour rejoindre McCausland. Breckinridge arrive à Lynchburg le lendemain. Le major général Daniel Harvey Hill et le brigadier général Harry T. Hays construit une ligne de défense dans les collines juste au sud-ouest de la ville. L'après-midi, McCausland reflue vers New London et a une escarmouche avec la cavalerie d'Averell, qui le poursuit. Les forces de l'Union lancent une autre attaque sur McCausland et Imboden dans la soirée. Les confédérés se retirent de New London.

## Bataille
Early arrive à Lynchburg, à une heure le 17 juin, après avoir été envoyé par le général Robert E. Lee. Trois heures plus tard, Averell rencontre la cavalerie démontée de McCausland et d'Imboden retranchée à la maison de réunion Quaker, à six kilomètres quatre cents (quatre miles) de la ville. Les confédérés sont repoussés après l'arrivée de la brigade du colonel B. Carr White en soutien d'Averell. Deux brigades de la division du major général Stephen Dodson Ramseur occupent la région autour d'une redoute à trois kilomètres deux cents (deux miles) de la ville et gênent l'avance de l'Union.
Hunter place sont état-major à Sandusky et planifie l'attaque sur les défenses d'Early. Cette nuit-là, les trains peuvent être entendus faire les aller-retours sur les pistes. Aussi, divers instruments comme les clairons et les tambours sont entendus par les troupes de Hunter. Même les habitants de Lynchburg font du bruit tout en faisant jouer des groupes et hurler les citoyens. Leur objectif est de faire paraître l'armée confédérée plus grande qu'elle ne l'est vraiment.
Le 18 juin, les majors généraux, Arnold Elzey et Robert Ransom, Jr arrivent de la capitale confédérée Richmond, en Virginie. Elzey assume le commandement de l'infanterie et de la cavalerie démontée de Breckinridge pendant que Ransom remplace Imboden en tant que commandant de la cavalerie. Early choisit de rester sur la défensive et d'attendre le reste du deuxième corps. La redoute, maintenant connue comme le fort Early, est au centre de la ligne confédérée, avec la division du major général John Brown Gordon sur la gauche et de la brigade du brigadier général William G. Lewis sur la droite. McCausland commande le flanc droit, qui comprend une redoute, et le commandement d'Elzey défend la zone entre elle et la brigade de Lewis. Les cadets du VMI du colonel Scott Shipp sont placés en réserve à Spring Hill Cemetery, tandis que les défenses intérieures sont occupées par la Confederate Home Guard.
Hunter, toujours non convaincu que Lee a envoyé des renforts à Lynchburg, déploie les divisions de Sullivan et de Crook en face du centre confédéré, avec Averell en réserve, et envoie un ordre à Duffié pour attaquer la droite confédérée. Reconnaissant la ligne dans un effort pour trouver un point faible où lancer son infanterie dessus, Hunter exclut une attaque directe contre les redoutes, parce qu'elles semblent trop fortes. Il permet au lieutenant colonel Henry A. du Pont de déployer ses trente-deux canons. Crook est envoyé sur le flanc gauche confédéré, mais marche quelques kilomètres avant de trouver que c'est irréalisable. Les confédérés attaquent Sullivan et du Pont, qui réussissent à les tenir à distance jusqu'à ce Crook revienne. Les confédérés reculent après une demi-heure de combat, mais passent une heure et vingt minutes à tenter de briser l'écart entre Sullivan et Duffié avant de se retirer vers leurs retranchements. Un régiment de la brigade du colonel Rutherford B. Hayes les poursuit, mais il est repoussé.
Pendant ce temps, McCausland réussit à repousser les assauts de Duffié. Comme ils arrivent à court de munitions, à la fois Hunter et Duffié deviennent convaincus qu'ils sont en infériorité numérique. Early se prépare ensuite à commencer une attaque de sa part, mais Hunter retraite à la tombée de la nuit.

## Conséquence
L'armée d'Early se déplace sur une centaine de kilomètres (soixante miles) en trois jours. À ce stade, Early stoppe la poursuite et attend que Hunter fasse un mouvement. Hunter décide de se déplacer à travers la vallée de la Shenandoah et en Virginie-Occidentale.
La bataille de Lynchburg s'avère très utile dans la lutte des confédérés contre l'Union. La retraite de Hunter permet possible à Early de remonter la vallée de la Shenandoah librement. L'armée d'Early avance par le Maryland, défait une force de l'Union lors de la bataille de Monocacy, et atteint la banlieue de Washington, DC , avant d'être stoppée à la bataille de fort Stevens.